# Estebanico
Estebanico, conosciuto anche come Estevanico, Esteban, Stefano il Nero, vero nome Mustapha Zemmouri (Azemmour, 1500 – Hawikkuh, 1539), è stato un esploratore berbero.
Partecipò alla sfortunata spedizione di conquista della Florida da parte di Pánfilo de Narváez e accompagnò Marcos de Niza nelle sue esplorazioni nel nord del Messico.

## Biografia
Nacque ad Azemmour, nella costa Atlantica del Marocco che tra il 1513 ed il 1541 era una enclave portoghese. Nel 1513, in giovane età, Estebanico venne fatto schiavo dai portoghesi e forzato alla conversione al cattolicesimo romano. Venne venduto nel 1520 ad Andrés Dorantes de Carranza, un nobile spagnolo col quale allacciò un rapporto d'amicizia.

### Esploratore delle Americhe
Estebanico viaggiò con Dorantes verso la Florida prendendo parte alla spedizione del 1527 di Pánfilo de Narváez per conquistare la regione; nel fare questo, fu il primo africano ad aver messo piede in quelli che sono oggi gli Stati Uniti. Il gruppo, inizialmente composto da 700 uomini, si ridusse a 300 a causa di tempeste e diserzioni. Naufragarono nelle coste della Florida, a Rio de las Palmas (vicino a Tampa), dove vennero costruite delle zattere di fortuna con l'intento di raggiungere il Messico. Estebanico e Dorantes rimasero alla fine due dei quattro superstiti. Il resto degli uomini infatti morì affogato, di fame o ucciso dai nativi. Estebanico venne dunque fatto schiavo dalla tribù degli Ananarivo nella costa del Golfo del Messico, assieme agli altri sopravvissuti Dorantes, Álvar Núñez Cabeza de Vaca e Alonso del Castillo Maldonado. Dopo qualche anno, i quattro riuscirono a scappare e a dirigersi verso l'interno e, grazie anche alle conoscenze mediche di Cabeza de Vaca, vennero aiutati dalle altre tribù che incontrarono lungo la strada. Il gruppo attraversò l'odierna parte sudest dell'Arizona, il Deserto di Sonora e raggiunse, dopo ben otto anni dalla spedizione, la regione di Sinaloa nella Nuova Spagna (l'odierno Messico), dove si riunì ai compagni spagnoli.
Nel 1539 Estebanico accompagnò, assieme ad altri due esploratori, Marcos de Niza in cerca delle sette città di Cibola, precedendo la spedizione di Francisco Vázquez de Coronado. Venne ucciso al villaggio Zuñi di Hawikuh (nell'odierno Nuovo Messico) per mano degli indigeni locali.